# Proprietà organolettiche
Le proprietà organolettiche sono l'insieme delle caratteristiche chimico-fisiche di un alimento percepite dagli organi di senso (olfatto, vista, gusto, tatto) e che nel complesso suscitano nell'individuo reazioni emotive più o meno intense. Manifestazioni della percezione delle proprietà organolettiche sono, ad esempio, il piacere, la soddisfazione, il gradimento, l'indifferenza,  una più o meno elevata intensità secondo l'impatto che le proprietà hanno nei confronti della persona.

## Componenti
Una rigorosa classificazione delle singole proprietà organolettiche non può prescindere dalla difficoltà di catalogarle schematicamente, in quanto alcune, per la loro complessità, sono in realtà composte da un insieme di caratteristiche percepite globalmente. Ad esempio, l'aspetto dell'alimento è determinato da un insieme di caratteristiche percepite principalmente con la vista, ma secondariamente anche con il tatto e l'udito. La letteratura riporta perciò differenti schemi di classificazione in base al grado di genericità di una determinata proprietà. Fra le proprietà normalmente menzionate rientrano le seguenti:
- colore, percepito con la vista
- dimensione, percepita principalmente con la vista
- forma, percepita principalmente con la vista
- condizione, percepita principalmente con la vista
- sapore, percepito con il gusto e l'olfatto
- odore, percepito con l'olfatto.
- consistenza e tessitura, percepite con la vista, il tatto e l'udito

Nel complesso queste caratteristiche si possono riassumere in tre proprietà generali che sono valutate, più o meno consciamente, nel seguente ordine cronologico:
1. Aspetto fisico: in questa proprietà si riassumono la forma, la dimensione, il colore e, ad un primo esame, la tessitura e la condizione. Nella percezione dell'aspetto assume un ruolo primario la vista.
2. Caratteristiche chimiche: in questa proprietà si riassumono l'odore e il sapore. La percezione delle caratteristiche chimiche è una prerogativa dei chemiorecettori dislocati nella lingua e nel naso.
3. Caratteristiche meccaniche: in questa proprietà si riassumono la resistenza meccanica, la tessitura, l'omogeneità, la croccantezza, ecc. Si tratta di caratteristiche che vengono percepite in modo complesso dal tatto e, in qualche caso, con l'intervento dell'udito.

## Valutazione
Nel valore che, più o meno consciamente, attribuiamo ad un alimento entrano in gioco diversi elementi di valutazione: oltre alle caratteristiche organolettiche si prendono in considerazione anche la salubrità, le proprietà nutrizionali, la funzionalità, il costo, la moda. La valutazione è espressa in modo più o meno esplicito che, al limite, si può configurare in sensazioni quali il desiderio, il bisogno, l'indifferenza, l'appagamento, la soddisfazione o l'insoddisfazione, ecc. Nel determinare queste sensazioni, gli elementi menzionati assumono pesi differenti secondo i vari contesti. Ad esempio, il costo è spesso un elemento determinante, tuttavia può passare in secondo piano in subordine alle proprietà organolettiche, alla moda, alla funzionalità.
Fra le proprietà intrinseche di un alimento, quelle organolettiche occupano in genere un ruolo predominante nel determinare l'interesse e il gradimento del consumatore: ad esempio, si può essere propensi a spendere di più, in termini monetari, per acquistare un alimento più invitante oppure spendere tempo e fatica per cucinare un alimento meno funzionale ma più saporito, accettare dei rischi di salubrità in cambio di determinate caratteristiche organolettiche. Queste scelte si effettuano quotidianamente: ad esempio, si acquista più frequentemente la carne dei tagli di 1ª qualità rispetto a quelli di 3ª perché più gradita anche se più costosa, si preferisce dedicare ore della giornata a cucinare perché si ottengono piatti più graditi di quelli già pronti, si preferiscono le ostriche crude a quelle cucinate anche se meno salubri, ecc.